# النسبيرون
النسبيرون (بالإنجليزية: Alnespirone)‏ هو عقار طويل المفعول يستخدم لعلاج القلق، منوم، مهدئ، مضاد للكتئاب.